# 2048 Dwornik
2048 Dwornik (1973 QA) là một tiểu hành tinh vành đai chính bên trong được phát hiện ngày 27 tháng 8 năm 1973 bởi Helin, E. F. ở Palomar.